# شهرستان لو-تولستوفسکی
شهرستان لو-تولستوفسکی (به لاتین: Lev-Tolstovsky District) یک شهرستان در روسیه است که در استان لیپتسک واقع شده‌است.